# Herbert Fischer-Solms
Herbert Fischer-Solms (* 11. Dezember 1946 in Löbau; † 6. November 2022 in Solms), eigentlich Herbert M. Fischer, war ein deutscher Sportjournalist.

## Leben
Anfang der 1950er Jahre flohen seine Eltern mit ihm aus der DDR in die Bundesrepublik Deutschland und ließen sich in Solms nieder. Er begann seine berufliche Laufbahn als Volontär bei der Gießener Allgemeinen Zeitung, arbeitete danach ein Jahr in Kassel als Journalist bei einer Kirchenzeitung und anschließend dreieinhalb Jahre beim Wiesbadener Kurier als Sportberichterstatter. Von 1973 bis Ende 2011 war Fischer-Solms beim Deutschlandfunk in Köln tätig, wobei er die Sportpolitik und besonders die Berichterstattung zum Thema Doping zu seinem Schwerpunkt machte. Für dieses Engagement erhielt er 2012 die Heidi-Krieger-Medaille des Doping-Opfer-Hilfe-Vereins. Die Laudatio hielt Jochen Staadt. „Das Ansprechen von Fehlentwicklungen und Missständen“, so sagte Staadt in dieser, habe Fischer-Solms in seiner journalistischen Tätigkeit „zu einer weithin geachteten Persönlichkeit“ gemacht. Der Deutschlandfunk sei für ihn ein „beruflicher Glücksfall“ gewesen, so Fischer-Solms. Mehrfach weilte Fischer-Solms während seiner beruflichen Laufbahn als „Reisekorrespondent“ in der DDR und habe eigener Aussage nach in den DDR-Sport hineinschauen können, unter anderem durch den Austausch mit zwei Verwandten, die in der DDR Sportvereinsvorsitzende waren, sowie die Beschäftigung mit den hochrangigen Sportfunktionären des Landes wie Manfred Ewald. Fischer-Solms kritisierte 2012, dass der Deutsche Olympische Sportbund in Person seines Vorstandsvorsitzenden Michael Vesper in der DDR als auch während des Nationalsozialismus gewonnene Medaillen in die eigene Erfolgsbilanz einrechnete. „Man kassiert die DDR-Erfolge, schreibt sie sich auf die eigenen Fahnen, aber die Verantwortung für das, was dort geschehen ist an Untaten, an Verwerfungen und was heute noch fortbesteht, die übernimmt man nicht“, so Fischer-Solms.
Den von seinem Wohnort abgeleiteten Beinamen „Solms“ legte er sich zu, um besser von seinem langjährigen Kollegen Peter C. Fischer, dem ehemaligen Leiter der Sportredaktion des Deutschlandfunks, unterschieden werden zu können. Die Verbindung zwischen seinem eigentlichen Nachnamen und dem Zusatz sorgte für seinen Spitznamen „Fiso“.